# Pays-Bas aux Jeux olympiques d'hiver de 1984
L'équipe olympique des Pays-Bas  a participé  aux Jeux olympiques d'hiver de 1984 à Sarajevo en Yougoslavie. Elle prit part aux Jeux olympiques d'hiver pour la onzième fois de son histoire et son équipe formée de treize athlètes ne remporta aucune médaille.